# خوانند
خوانند یک روستا در استان خراسان جنوبی است که در دهستان قلعه زری شهرستان خوسف واقع شده‌است. خوانند ۱۴ نفر جمعیت دارد.